# Operatie Epsom

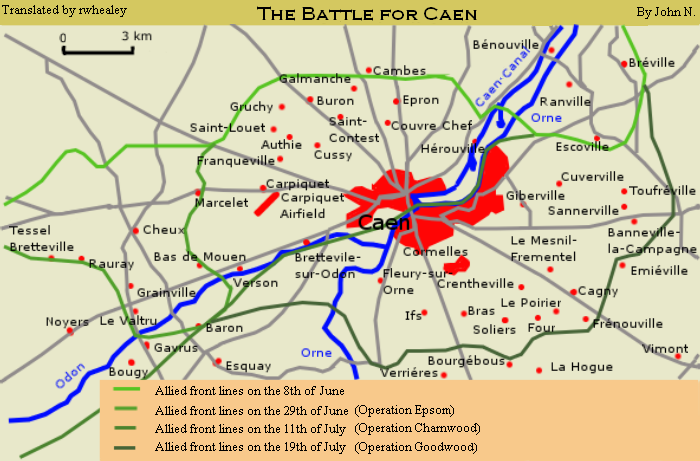
Operaties rondom Caen

Operatie Epsom, ook wel bekend als de Eerste Slag bij de Odon, was een Brits offensief tijdens de Tweede Wereldoorlog dat plaatsvond tussen 26 en 30 juni 1944, tijdens de Slag om Normandië. Het offensief was bedoeld om de door de Duitsers bezette stad Caen te veroveren, een belangrijke geallieerde doelstelling in de vroege stadia van de invasie van Noordwest-Europa.
Voorafgegaan door enkele aanvallen om de opmars veilig te stellen, werd Operatie Epsom gelanceerd in de vroege ochtend van 26 juni, met eenheden van de 15e (Schotse) Infanteriedivisie oprukkende achter een vooruit bewegende artilleriebarrage. Luchtdekking was sporadisch aanwezig gedurende een groot deel van de operatie omdat slechte weersomstandigheden in het Verenigd Koninkrijk leidden tot een lastminuteannulering van de ondersteuning door bommenwerpers. Ondersteund door de tanks van de 31e Tank Brigade, boekte de 15e Schotse Infanteriedivisie gestaag vooruitgang en aan het eind van de eerste dag werd een groot deel van de Duitse voorposten veroverd. Problemen bleven echter bestaan bij het beveiligen van de flanken. Bij zware gevechten gedurende de twee daarop volgende dagen, werd uiteindelijk een voet aan de grond gezet aan de overzijde van de rivier de Odon en werden inspanningen gedaan om het bruggenhoofd uit te breiden door het veroveren van strategische punten rond dit punt en het verder voorwaarts te verplaatsen van de Britse 43e (Wessex) Infanteriedivisie. Als antwoord op een krachtige Duitse tegenaanval op 30 juni werden een aantal van de Britse troepen over de rivier teruggetrokken, waardoor de operatie tot een einde kwam.

## Interpretaties
Militaire historici hebben sterk verschillende interpretaties over de intentie en het uitvoering van Operatie Epsom, maar er is algemene overeenstemming over het effect ervan op de balans van de strijdkrachten in Normandië. De Duitsers slaagden erin om het offensief te weerstaan, maar om dit te bewerkstelligen waren ze gedwongen om al hun kracht in te zetten, waaronder twee pantserdivisies die pas aangekomen waren in Normandië en bestemd waren voor een offensief tegen de Britse en Amerikaanse posities rond Bayeux. Aan beide zijden waren veel slachtoffers maar in tegenstelling tot generaal Bernard Montgomery was veldmaarschalk Erwin Rommel niet in staat om na de slag eenheden terug te trekken in reserve omdat ze nodig waren om stand te houden in de frontlinie. De Britten behielden het initiatief en waren in staat om verdere acties te starten in de loop van volgende weken, wat uiteindelijk leidde tot de inname van Caen rond het einde van juli.

## Achtergrond
De historische Normandische stad Caen was een doelstelling voor de Britse 3e Infanteriedivisie die landde op Sword Beach op 6 juni 1944. De verovering van Caen, als “ambitieus” omschreven door de historicus L.F. Ellis, gold als de belangrijkste doelstelling tijdens D-Day, en was toegewezen aan luitenant-generaal John Crockers Britse Eerste Legerkorps. De doelstelling van Operation Overlord was dat het 2e Leger (Verenigd Koninkrijk) de stad veiligstelde en vervolgens een frontlinie zou vormen van Caumont-l'Éventé naar het zuidoosten van Caen, met het oog op het verkrijgen van vliegvelden en de bescherming van de linkerflank van het 1e Leger (Verenigde Staten) terwijl het oprukte naar Cherbourg. Bezit van Caen en haar omgeving zou het Britse Tweede Leger de ruimte geven voor een push naar het zuiden tot Falaise. Dit kon dan vervolgens als springplank dienen voor een opmars naar Argentan en de rivier Touques.
Door ophoping rond het bruggenhoofd, wat de inzet van gepantserde steun vertraagde en dwong om af te buigen richting sterk versterkte Duitse stellingen langs de 15 km lange weg naar de stad, was de 3e Divisie niet in staat Caen aan te vallen en werd de aanval vlak voor de stadsgrens gestopt door de 21. Panzer Division. Onmiddellijke opeenvolgende Britse aanvallen waren niet succesvol vanwege sterke Duitse weerstand; hierdoor werd de frontale aanval gestaakt. Operatie Perch – een tangbeweging door het Britse Eerste en 30e Legerkorps – werd gelanceerd op 7 juni met de bedoeling om Caen te naderen vanuit het oosten en het westen. Het Britse Eerste Legerkorps, naderend vanuit het zuiden vanuit het bruggenhoofd bij de Orne, werd tegengehouden door de Duitse 21e Panzer Division. De aanval door het Britse 30e Legerkorps strandde bij Tilly-sur-Seulles, ten westen van Caen, vanwege felle tegenstand van de Duitse Panzer Lehr Division. In een poging om de Panzer Lehr Division terug te laten trekken of zich over te geven en de operatie door te laten gaan, drong een onderdeel van de Britse 7e Pantserdivisie zich door een onlangs gecreëerd gat in de Duitse frontlinie en probeerde de stad Villers-Bocage in te nemen. Aan het einde van de Slag om Villers-Bocage zag de voorhoede van de Britse 7e Pantserdivisie zich genoodzaakt zich terug te trekken uit de stad, maar op 17 juni werd de Panzer-Lehr-Division teruggedrongen bezette het 30e Legerkorps Tilly-sur-Seulles.
Een vervolgaanval van de Britse 7e Pantserdivisie werd niet meer opgezet en verdere offensieve operaties werden afgelast toen op 19 juni een zware storm opstak boven het Het Kanaal. De storm, die drie dagen duurde, vertraagde de geallieerde opbouw aanzienlijk. Het merendeel van de konvooien van landingsvaartuigen en schepen die reeds op zee waren werden teruggetrokken naar havens in Groot-Brittannië; gesleepte aken en andere ladingen (met inbegrip van 4 km drijvende wegen voor de Mulberryhaven) gingen verloren en 800 vaartuigen bleven gestrand op de stranden van Normandië tot het volgende springtij in juli. Ondanks deze tegenslag begon de planning voor een tweede offensief. Operatie Dreadnought wordt gelanceerd vanuit het Orne bruggenhoofd door het 8e Britse Legerkorps om Caen te naderen van uit het oosten. De operatie werd geannuleerd na bezwaren van 8e Legerkorps commandant Sir Richard O'Connor en de planning voor een aanval richting Évrecy werd vervolgens onderzocht. Er is enige controverse of Montgomery of Miles Dempsey, bevelhebber van de Britse Tweede Leger, de operatie annuleerde. Dempsey zei in een naoorlogse interview met Chester Wilmot dat hij Montgomery vertelde dat hij de voorgestelde actie ging annuleren op 18 juni.
Het slechte weer tussen 19 tot 22 juni hield ook de geallieerde vliegtuigen aan de grond. De Duitsers maakten gebruik van de onderbreking van de luchtaanvallen om hun defensieve linies te verbeteren met sterkere infanterie posities, met mijnenvelden en het plaatsen van circa zeventig 88mm kanonnen in hagen en bossen rond de toegangswegen naar Caen.

## Planning
Op 20 juni kreeg veldmaarschalk Erwin Rommel, als commandant van de Duitse troepen in Normandië, van Hitler opdracht om een tegenoffensief te lanceren tegen de geallieerden tussen de steden Caumont en Saint-Lô. Het doel was om een corridor tussen de Amerikaanse en Britse legers te creëren door herovering van de stad Bayeux (ingenomen door de Britten op 7 juni) en de kust er achter. Vier SS Panzer Divisies en een ’’Heer’’ Panzer Division moesten dit uitvoeren. De aanval moest worden uitgevoerd door de 9e en 10e SS Panzer Divisies van het 2. SS Pantserkorps, onlangs aangekomen uit Oekraïne, ondersteund door de 1e en 2e SS Panzer Divisies. Het merendeel van de tanks die gebruikt worden door deze formaties waren Panzer IVs, ondersteund door Sturmgeschütz, Panthers en Tigers – de laatste twee behoren tot de meest dodelijke en best beschermende Duitse pantservoertuigen.
Op 18 juni vaardigde generaal Bernard Montgomery, commandant van alle geallieerde grondtroepen in Normandië, een order uit voor luitenant-generaal Miles Dempsey om Caen in te nemen door de lancering van een nieuwe tangaanval. Het oorspronkelijke plan was dat het Eerste en 30e Legerkorps ten westen van Caen aanvielen, vier dagen vóór het 8e Legerkorps de belangrijkste aanval lanceerde uit het bruggenhoofd Orne, ten oosten van Caen op 22 juni. Het was al snel duidelijk dat het 8e Legerkorps niet in staat zou zijn zich te verzamelen in de kleine omtrek van het Orne bruggenhoofd en het plan werd daarom herzien op 19 juni.
Het nieuwe plan bevatte een inleidende operatie drie dagen vóór de hoofdaanval. De 51e Infanteriedivisie kreeg de opdracht richting het zuiden aan te vallen vanuit het Orne bruggenhoofd, om zo elementen van de Duitse 21e Pantserdivisie vast te zetten. Operatie Martlet (ook bekend als Operation Dauntless) begon een dag vóór Operatie Epsom; De 49e Infanteriedivisie en de 8e Pantserdivisie, moesten de flanken verdedigen van het 8e Legerkorps door het veroveren van een hoger gelegen gebied aan de rechterkant van de aanvalsrichting.
De belangrijkste rol in Operatie Epsom werd toegewezen aan het nieuw aangekomen 8e Legerkorps, bestaande uit 60.244 man onder bevel van luitenant-generaal Sir Richard O'Connor. Zij zouden hun offensief starten vanaf het bruggenhoofd dat gevormd was door de 3e Infanteriedivisie (Canada). De operatie zou plaatsvinden in vier fasen, en het doel was het hoger gelegen gebied in de buurt van Bretteville-sur-Laize, ten zuiden van Caen te veroveren. Het zou worden ondersteund door onder andere drie kruisers en de HMS Roberts. De Royal Air Force gaf luchtsteun en een inleidend bombardement door 250 bommenwerpers. De 15e (Schotse) Infanteriedivisie zou de aanval leiden.
1. Tijdens fase I, met de codenaam Gout, werden ze geacht de dorpen Saint-Manvieu-Bocage en Cheux in te nemen.
2. In fase II, codenaam Hangover, zou de divisie verschillende oversteekplaatsen over de Odon rivier en de dorpen Mouen en Grainville-sur-Odon innemen. Mocht de weerstand tijdens de openingsfase licht zijn, dan zou de 11e Pantserdivisie de bruggen over de rivier innemen. Tijdens de eerste twee fasen bleef de 43e Infanteriedivisie (Wessex) – op 28 juni versterkt met infanterie van de Guards Armoured Division – achter op de startposities om zo een "stevige basis" te geven aan het offensief.
3. In de derde fase, Impetigo, zou de 43e Infanteriedivisie oprukken om de Schotse infanterie ten noorden van de Odon te ondersteunen. De 15e divisie zou dan aan de overzijde van de rivier oversteken om daar de uitbreiding van het bruggenhoofd verzorgen door het innemen van een aantal belangrijke dorpen.
4. In de 4e en laatste fase van de operatie, codenaam Goitre, zouden elementen van de 43e Infanteriedivisie de rivier oversteken om het veroverde gebied bezet te houden, terwijl de 15e divisie hun bruggenhoofd uit zou breiden. De 11e Pantserdivisie zou proberen om een oversteek over Orne te forceren en hun uiteindelijke doel Bretteville-sur-Laize in te nemen. De 4e Pantserbrigade, onderdeel van de 11e Pantserdivisie, werd achtergehouden tussen de Odon en Orne ter bescherming van de flank en om in positie te blijven om naar het westen of richting Caen aan te vallen als dat nodig was.

Afhankelijk van het succes van de aanval van het 8e Legerkorps zou het Eerste legerkorps twee ondersteunende operaties lanceren, codenaam Aberlour en Ottawa. In de eerste valt de 3e Infanteriedivisie, ondersteund door een Canadese infanterie brigade, aan ten noorden van Caen, de tweede operatie was een aanval van de 3e Canadese Infanteriedivisie, ondersteund door de 2e Canadian Pantserbrigade, naar het dorp en vliegveld van Carpiquet.
De oorspronkelijk startdatum van 22 juni, werd uitgesteld tot 26 juni in verband met tekortkomingen in mankracht en materiaal. De eerste tegenstand tegen Epsom werd verwacht van de uitgeputte 12. SS-Panzer-Division Hitlerjugend met elementen van de 21. Panzer Division en de Panzer-Lehr-Division.

## Inleidende aanval
Voor de dag aanbrak en zonder een artilleriebombardement trok de 51e (Highland) Infanterie Divisie op 23 juni in alle stilte naar het dorp Sainte-Honorine-la-Chardonne. Ze verrasten het Duitse garnizoen en had voor zonsopgang de controle over het dorp. Gedurende de ochtend startten de Duitsers een tegenaanval met elementen van de 21e Pantserdivisie; echter was tegen de middag het dorp nog steeds stevig in Britse handen. Dit succes trok de Duitse aandacht en middelen uit de buurt van waar het 8e Legerkorps zich voorbereidde voor verdere aanvallen vanuit het Orne bruggenhoofd.
Om 04:15 uur op 25 juni startte operatie Martlet. Om het eerste doel, het dorp Fontenay-le-Pesnel, werd de hele dag gevochten, maar de hardnekkige Duitse tegenstand verhinderde inname van het dorp. Een infanteriebataljon ondersteund door tanks, trok rond het dorp naar het westen, maar werd vervolgens aan een reeks Duitse tegenaanvallen blootgesteld. Deze werden afgeremd door Brits artillerievuur en luchtdekking, maar tegen het eind van de dag had de Britse 49e divisie het dorp Raray nog niet kunnen bereiken. Het resultaat hiervan was dat de rechterflank van de beoogde aanval van het 8e Legerkorps nog stevig in Duitse handen was. Operatie Martlet dwong het 1. SS Pantserkorps om de resterende tanks van de 12e SS Pantserdivisie in te zetten voor een tegenaanval op het 30e Legerkorps de volgende dag. Tijdens de nacht trokken de Duitsers zich terug uit Fontenay-le-Pesnel om de frontlinie te versterken, infanterie van de 49e Divisie bezette het dorp voor zonsopkomst.

## Hoofdaanval

### 26 juni

26 juni: Infanterie van de15e (Schotse) Infanteriedivisie, wachtend op hun startpositie op het signaal om op te rukken.

Slecht weer bemoeilijkte de start van Operatie Epsom op 26 juni; de regen zorgde voor drassige grond en er hing dikke mist, zowel boven het slagveld als boven het Verenigd Koninkrijk tijdens de vroege uren van de ochtend, wat resulteerde in het aan de grond houden van vliegtuigen en het afblazen van de bombardementen. Nr. 83 Group van de Royal Air Force, gestationeerd in Normandië, was wel in staat om luchtsteun te bieden tijdens de gehele operatie.
De 49e (West Riding) Infanterie Divisie hervat Operatie Martlet om 6h50, maar zonder noemenswaardige ondersteuning van de artillerie, omdat dit werd toebedeeld aan de hoofdoperatie. De Duitsers waren in staat om de Britse opmars te vertragen en startten vervolgens met een gepantserde weerwoord. Aanvankelijk wonnen de Duitsers hiermee terrein, maar ze werden tegengehouden toen de Britse pantsers naar voren reden en de twee partijen zich bezighielden op een beperkt terrein.
In de veronderstelling dat tijdens de middag een groot Britse offensief aan de gang was verder naar het oosten, blies SS-Standartenführer Kurt Meyer van de 12. SS-Panzer-Division Hitlerjugend de tegenaanval af en beval zijn tankcompagnies terug te keren naar hun posities ten zuiden van Raray. Tijdens de rest van de dag was de 49e Divisie in staat om vooruitgang te boeken tot net ten noorden van Raray.

26 juni:Geleid door hun doedelzakspeler rukt het 7e Seaforth Highlanders regiment op

Om 0730 rijden de 44e (Lowland) Infanteriebrigade en de 46e (Highland) Infanteriebrigade van de 15e (Schotse) Infanteriedivisie, ondersteund door de 31e Tank Brigade, weg van hun startposities achter een vooruit bewegend spervuur.
De 46e Brigade moest in eerste instantie zonder gepantserde ondersteuning oprukken, want bij het omzeilen van het door landmijnen en boobytraps geteisterde dorpje Le Mesnil-Patry, werden de tanks gedwongen om mijnenvelden langs het dorp te ontruimen. De opmars van de infanterie had gemengde resultaten; het 2e bataljon Glasgow Highlanders ontmoette maar lichte weerstand, terwijl het 9e bataljon van de Cameronians (Scottish Rifles) de grenadiers van de 12. SS-Panzer-Division Hitlerjugend trof.
Rond 10h00 werd de infanterie herenigd met hun tanks, tegen de middag vochten de twee bataljons voor controle over hun oorspronkelijke doelen; Cheux en Le Haut du Bosq.
De 44e Brigade, die niet dezelfde problemen ondervond als de 46e en oprukkend met tankondersteuning, ondervonden weinig tegenstand totdat ze onder mitrailleurvuur kwamen te liggen bij een klein riviertje, waarna de Duitse weerstand veel zwaarder was. Tussen 8h30 en 9h30 bereikten de twee leidende bataljons hun oorspronkelijke doelen; Saint-Manvieu-Bocage en La Gaule. Net na de middag waren deze dorpen ingenomen.
Tanks en infanterie uit de 12. SS en de 21. Pantserdivisie lanceerden twee tegenaanvallen in een poging Saint-Manvieu-Bocage te heroveren, maar beide werden afgeslagen met intensief artillerievuur. De belangrijkste Duitse weerstand in dit gedeelte van hun buitenlinies kwam van elementen van het 26e Pantsergrenadierregiment van de 12. SS-Panzer-Division Hitlerjugend.
De Duitsers in Rauray die de vorige dag niet waren verslagen, zoals eerder gepland, waren in staat om de Britse brigades onder vuur te nemen met artillerie en tanks, waarbij zij veel slachtoffers veroorzaakten, met name in het dorp Cheux.
Om 12h50 werd een verkenningseenheid van de 11e Pantserdivisie ten regiment noorden van Cheux bevolen om door te gaan naar de Odon als voorbode voor een poging van de gepantserde brigade om de bruggen te bestormen. Door mijnenvelden in de buurt van het dorp, door puin geblokkeerde straten en Duitse standhouders die de tanks aanvielen, was het niet voor 14h00 dat het regiment in staat was om vooruitgang te boeken. Om 14h30 kwam het squadron op een bergkam aan ten zuiden van Cheux waar het werd aangevallen door twintig Panzer IVs (afgesneden van de 12. SS-Panzer-Division Hitlerjugend uit het gebied rond Rauray), Tiger tanks van het 101e Zware SS Pantserbataljon en pantservoertuigen van de 21e Pantserdivisie. Meer tanks uit de 11e Pantserdivisie arriveerden, maar door het Duitse verzet werd verdere opmars geremd. Aan het eind van de dag had de Britse divisie 21 tanks verloren.
Om 18h00 arriveerde de 227e (Highland) Divisie op het strijdtoneel. Zij waren vertraagd door de gevechten ter ondersteuning van de rest van de divisie en slechts twee compagnies uit het 1e Bataljon Gordon Highlanders boekten veel vooruitgang. Zij namen de noordelijke buitenwijken van Colleville in om 21h00 maar werden al snel afgesneden door Duitse tegenaanvallen.
Na zware en verwarrende gevechten was een compagnie in staat om uit te breken en zich weer bij het bataljon te voegen. Om het Britse offensief te stoppen gaf veldmaarschalk Rommel ´s avonds opdracht aan alle beschikbare eenheden van het 2. SS Panzerkorps om bijstand te verlenen.

### 27 juni

Evacuatie van gewonden met een Universal Carrier van de 49e (West Riding) Infanteriedivisie gedurende Operatie Epsom.

Zonder aanvallen gedurende de nacht was het Duitse commando van mening dat de Britse offensief was stilgevallen. Tijdens de vroege uren van 27 juni, werd het 2. SS Pantserkorps opdracht gegeven om de voorbereidingen te hervatten voor het tegenoffensief richting Bayeux.
Aan de rechter zijde van de Britse opmars lanceerde het Eerste SS Pantserkorps een tegenaanval met 80 tanks, deze werd ontregeld door artillerievuur voordat hij stuk liep op de antitankkanonnen van de 49e (West Riding) Infanteriedivisie, die vervolgens weer hun pogingen hervatten om de flank van het 8e Legerkorps te beveiligen. Na verdere zware gevechten tegen pantsergrenadiers van de 12. SS-Panzer-Division Hitlerjugend werd het dorp Rauray ingenomen door de 49e Divisie om 16h00. Duitse troepen waren reeds tevoren weggetrokken voor het 8e Legerkorps en de val van Rauray ontzegde de Duitsers een belangrijke uitkijkpost, maar ze bleven controle houden over een hoger gelegen gebied ten het zuiden van de Rauray.
Operatie Epsom werd door het 10e Bataljon (Highland) Lichte Infanterie van de 227e (Highland) Infanteriebrigade. Het was de bedoeling om met de steun van Churchill tanks een poging te wagen de overgang over de Odon bij Gavrus in te nemen. De Highlanders ontmoetten meteen felle tegenstand bestaand uit elementen van de 12. SS-Panzer-Division Hitlerjugend en waren ondanks zware artillerie ondersteuning niet in staat om de hele dag op te rukken. Aan beide zijden vielen vele slachtoffers.
Om 7h30 lanceerden het 2e Bataljon Argyll and Sutherland Highlanders, ook onderdeel van de 227 (Highland) Infanteriebrigade, een aanval gericht op het veroveren van de overgang over de Odon bij Tourville-sur-Odon, ten noordwesten van het dorp van Baron-sur-Odon. Terwijl de Duitse troepen door de Highland Lichte Infanterie werden aangevallen, waren de Argyll en Sutherland Highlanders ondersteund door het Britse 23e regiment Hussars in staat om met relatief weinig weerstand op te rukken tot Colleville. Daar lag een klein Duits garnizoen gevestigd dat ondersteund werd door 88 mm kanonnen, dat zware verliezen toegebracht aan de Britse troepen en hen tot de middag het dorp onthield. Na het nemen van deze laatste hindernis kon de brug bij Tourville rond 17.00 uur worden ingenomen, en was een bruggenhoofd gevestigd. Tegen 19.00 uur staken twee uitgeputte eenheden van de 23e Hussars en een compagnie van de 8e Rifle Brigade de Odon over naar het bruggenhoofd.
De rest van de 15e (Schotse) Infanteriedivisie was gepositioneerd rond Cheux en Saint-Manvieu-Bocage en werd daar opgevolgd door de 43e (Wessex) Infanteriedivisie. Een bataljon van de 43e trok naar de rand van Cheux en ontdekte dat de Schotse infanterie al was vertrokken, en dat de vrijgekomen positie was opnieuw bezet door de grenadiers van de 12. SS-Panzer-Division Hitlerjugend. Na het vechten om de positie te heroveren werd het bataljon om 9h30 door zes Panthers van de 2e Pantserdivisie aangevallen. De aanval drongen door tot in de buitenwijken van Cheuxen leidde tot vernietiging van een aantal antitankkanonnen voordat deze werd afgeslagen. Verdere aanvallen van 2e Pantserdivisie werden tegengehouden, maar het gehele front was "een massa van kleine aanvalletjes". Gedurende de rest van de ochtend en middag breidden de Schotse infanterie en de 4e en 29e Pantserbrigades het gebied ten noorden van de Odon uit en gaven rugdekking aan de Argyll en Sutherland Highlanders. Laat op de avond werden de mannen van de 159e Infanteriebrigade van de 11e Pantserdivisie in vrachtwagens door de smalle "Schotse corridor" vervoerd om vervolgens in Tourville te worden uitgeladen, waarna de Odon te voet werd overgestoken om het bruggenhoofd te versterken.
Tijdens de nacht arriveerde Kampfgruppe Weidinger aan het front, een 2.500 man sterke gevechtseenheid van de 2. SS-Panzer-Division Das Reich. Deze werd onder het bevel van de Panzer-Lehr-Division van de Wehrmacht geplaatst.

### 28 juni
Tijdens de vroege uren van 28 juni arriveerde een gevechtsgroep van de 1. SS-Panzer-Division Leibstandarte-SS Adolf Hitler, Kampfgruppe Frey, aan het front. Deze werd onder het commando van de 12. SS-Panzer-Division Hitlerjugend geplaatst. Om 8h10 gaf Generaal Dollmann, de commandant van het Duitse Zevende Leger, SS-Obergruppenführer Paul Hausser opdracht om met zijn 2. SS Pantserkorps uit te wijken voor een tegenaanval ten zuiden van Cheux. Hausser antwoordde dat er geen tegenaanval kon worden gelanceerd tot de volgende dag omdat vele eenheden het front nog moesten bereiken. Voordat alle plannen konden worden afgerond werd de Duitse commandostructuur verstoord door de plotselinge dood van Dollmann; Maarschalk Rommel en Gerd von Rundstedt waren op weg naar een conferentie met Hitler en niet op de hoogte van de situatie. Het duurde tot na 15h00 uur voordat Hausser werd benoemd tot commandant van het Zevende Leger, met Willi Bittrich, voormalig commandant van de 9. SS-Panzer-Division Hohenstaufen, als commandant van het Tweede SS Pantserkorps (hoewel Hausser geadviseerd werd om de controle van het Korps te houden tot de volgende ochtend). In afwachting van de terugkeer van Rommel naar Normandië, was Hausser ook opperbevelhebber in het invasiegebied. Om 17.00 uur werd de bevelsstructuur weer veranderd; het Zevende leger onder Hausser zou het opnemen tegen het Amerikaanse leger, terwijl de Pantsergroep West onder leiding van generaal von Schweppenburg verantwoordelijk was het invasiefront van de Anglo-Canadese troepen.

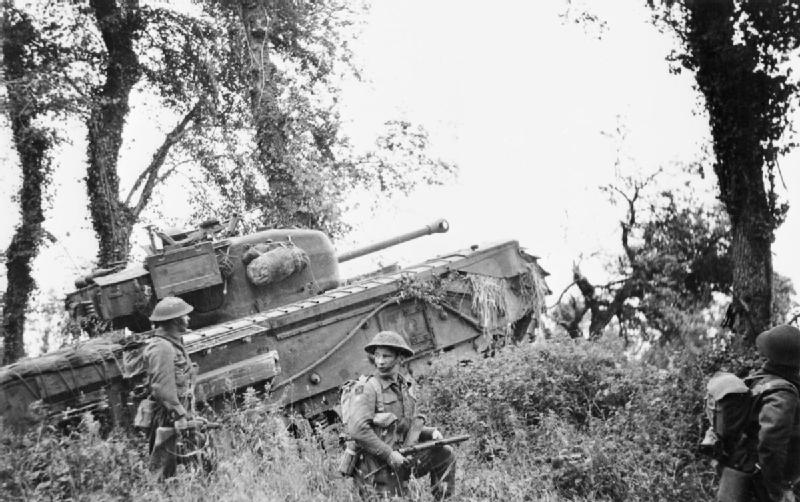
Een Churchill tank van het Zevende Royal Tank Regiment, 31e Tank Brigade, bij het ondersteunen van de infanterie van de Royal Scots tijdens Operatie Epsom, 28 juni 1944.

Om 0530 uur lanceerden mannen van de 15e (Schotse) Infanteriedivisie met tankondersteuning een nieuwe aanval om het dorp Grainville-sur-Odon in te nemen. Na beschietingen en straatgevechten, werd het dorp rond 13.00 uur ingenomen. Duitse tegenaanvallen volgden, maar deze werden afgeslagen. Om 06.00 uur startten de Duitsers twee sterke flankaanvallen, met de bedoeling de Britse saillant dicht te drukken. Kampfgruppe Frey, gelegen op de oostelijke flank van de saillant, lanceerde een aanval ten noorden van de Odon, ondersteund door Panzer IVs van de 21e Pantserdivisie. Deze bereikten de dorpen Mouen en Tourville, maar de Britse tegenaanval vanuit Cheux resulterende in zware gevechten die de hele dag duurden, Kampfgruppe Frey slaagde erin om Mouen onder controle te krijgen. Britse tegenaanvallen ondersteund door tanks stopten eventuele verdere vooruitgang, maar waren niet in staat om het dorp te heroveren. Britse patrouilles troffen Marcelet deels leeg aan, de Duitse frontlinie bleek te zijn teruggetrokken naar Carpiquet.
Op de westelijke flank trachtte Kampfgruppe Weidinger, ondersteund door Panthers, om Bretteville, Grainville-sur-Odon en Mondrainville te heroveren. De Britse verdedigers behielden hun posities en startten lokale tegenaanvallen om verloren terrein te herwinnen. Deze Duitse aanval werd uiteindelijk op 1 km afstand van Kampfgruppe Frey gestopt.
Ten zuiden van de Odon rukten om 09.00 uur de Argyll en Sutherland Highlanders op vanuit het bruggenhoofd met als doel het innemen van een brug ten noorden van het dorp Gavrus. Hevige gevechten vonden plaats gedurende de middag, uiteindelijk vielen zowel het dorp als de brug in Schotse handen. Ondertussen breidde infanterie uit de 11e Pantserdivisie het bruggenhoofd uit door het dorp Baron-sur-Odon in te nemen, en het 23e regiment Hussars rukte met infanterie op naar Heuvel 112. Na de noordelijke helling te hebben ingenomen en de verdedigers te hebben verdreven van de top, waren zij echter niet in staat om de andere zijde van de helling in te nemen. Verschillende mislukte tegenaanvallen werden gelanceerd door de 12. SS-Panzer-Division Hitlerjugend, de gehavende Hussars werden rond 15.00 uur afgelost door het 3e Royal Tank Regiment, maar geen van beide partijen was in staat om de heuvel volledig onder controle te krijgen. De 11e Pantserdivisie had aan het einde van de dag bijna 40 tanks verloren op de hellingen en werd aan drie zijden omringd, maar troepen wisten de locatie te bereiken en de positie te versterken.

### 29 juni
Door de verbetering van het weer boven het Verenigd Koninkrijk en Normandië kwamen de voorbereidingen van Hausser voor een tegenaanval onder voortdurende vuur van geallieerde vliegtuigen en artillerie te liggen, wat leidde tot uitstellen van de start van de aanval tot de middag. Uit het aantal Duitse versterkingen dat aankwam in de sector van het 8e Legerkorps, alsmede met luchtverkenning, vermoedde commandant luitenant-generaal Richard O'Connor dat de Duitsers een groot offensief organiseerden.
Het 30e legerkorps lag nog ver naar het noorden, waardoor de rechterflank van het 8e legerkorps open lag, en O’Connor opdracht gaf de aanvallen van het Eerste legerkorps uit te stellen en het achtste verdedigend opstelde. Luitenant-generaal Miles Dempsey, commandant van het Tweede Leger en ingewijd tot de ULTRA ontcijferingen van het onderschepte Duitse radioverkeer, wist dat de tegenaanval aanstaand was en keurde O'Connors voorzorgsmaatregelen goed.
VIII Corps begon te reorganiseren om de aanval op te vangen. Bevoorrading echelons voor Haussers divisies waren gelegen in het gebied tussen Évrecy-Noyers-Bocage-Villers-Bocage en stonden gedurende de hele ochtend en begin van de middag in het middelpunt van de belangstelling van RAF jachtbommenwerpers; de RAF vernietigde meer dan 200 voertuigen. Het 8e legerkorps lanceerde ook aanvallen.
Om 8h00 viel het Eerste Bataljon Regiment Worcestershire van de 43e divisie Mouen aan. Zonder tankondersteuning maar met hulp van een artilleriebombardement had het bataljon rond 11h00 de pantsergrenadiers van de 1. SS-Panzer-Division Leibstandarte-SS Adolf Hitler verdreven, waarna het 7e Bataljon Somerset Light Infantry kon oprukken en zich kon ingraven langs de weg tussen Caen en Villers-Bocage.
De 129e Brigade van de 43e divisie veegde de bossen en boomgaarden in de buurt van Tourville-sur-Odon voordat de rivier ten noorden van Baron-sur-Odon werd overgestoken om de zuidoever schoon te vegen. Andere aanvallen waren minder succesvol.
Een poging van 44e Brigade van de 15e divisie om door te trekken tot de Odon om contact te maken met de troepen die de bruggen bij Gavrus bezet hielden faalde, waardoor deze positie geïsoleerd werd. Ook slaagde het 14e Bataljon Royal Tankregiment er niet in om na een botsing met de 10. SS-Panzer-Division Frundsberg, met verlies van zes tanks, Heuvel 113 in te nemen, even ten noorden van Évrecy.
In een poging om hun positie te versterken startten elementen van de 11 Pantserdivisie een mislukte aanval naar Esquay-Notre-Dame, ten westen van Heuvel 112. Een gecombineerde infanterie en tankaanval door elementen van het Achtste Bataljon Rifle Brigade en het Derde Bataljon, slaagde het 3e Bataljon (The Royal Tank Regiment) op de zuidelijke helling van de heuvel erin de Duitsers uit de positie te verdrijven.
Hausser wilde dat de 9. SS-Panzer-Division Hohenstaufen – met Kampfgruppe Weidinger op de linkerflank – dwars door de Britse saillant ten noorden van de Odon trok, terwijl de 10. SS-Panzer-Division Frundsberg Gavrus en Heuvel 112 ten zuiden van de rivier moest heroveren. De aanval van de 9. SS-Panzer-Division Hohenstaufen begon om 14.00 uur, zwaar ondersteund door artillerie. De 19e en 20e SS Panzergrenadier Regimenten, ondersteund door Panthers, Panzer IV's en aanvalskanonnen vielen Grainville, le Haut du Bosq en Le Valtru aan, met als einddoel Cheux.
Een Britse compagnie werd onder de voet gelopen en tanks en infanterie drongen door in le Valtru waar antitankkanonnen vier Duitse tanks vernietigden in het dorp zelf en door artillerievuur werd de ondersteunende infanterie gedwongen zich terug te trekken. Zware en verwarrende gevechten, soms man tegen man, vonden plaats buiten Grainville. De pantsergrenadiers bezetten een tactisch belangrijk bos, maar ze werden door een Britse tegenaanval gedwongen terug te trekken. Tegen de avond had de Britse infanterie het dorp stevig in handen.
Rond 16.00 uur namen de Britten een officier van de 9e SS Pantserdivisie gevangen. Hij bleek in het bezit te zijn van een kaart en notitieboek met gegevens over nieuwe aanvallen. Desalniettemin vielen de Duitsers rond 1830 uur de 15e (Schotse) Infanteriedivisie aan op de rechterflank.
Een eenheid werd juist afgelost en in de verwarring konden Duitse tanks en infanterie door de Britse verdediging glippen, waarvan een aantal eenheden tot 3 km oprukten voordat ze zware weerstand ondervonden. Tegen 23.00 uur was 9. SS-Panzer-Division Hohenstaufen gestopt. Extra ondersteuning voor aanvallen tegen de Britse oostelijke flank was gepland, maar de Duitse tank concentraties in het gebied rond Carpiquet waren dusdanig verstoord door de RAF-bommenwerpers gedurende de middag, dat de aanvallen nooit uitgevoerd zijn.
De 10. SS-Panzer-Division Frundsberg lanceerde haar aanval om 14h30. Na botsingen eerder op de dag lagen de Britten ze op te wachten, maar na vijf uur intense gevechten werd de Schotse infanterie in Gavrus teruggedrongen in een zak rond de brug ten noorden van het dorp. Een artilleriebombardement genoodzaakte de Duitsers zich terug te trekken, maar de Britten namen het dorp niet weer in. Op weg naar Heuvel 113 liepen elementen van de 10. SS-Panzer-Division Frundsberg in het bereik van Britse tanks en infanterie in Évrecy, hen belemmerend de heuvel te bezetten. Het omgaan met deze hindernis nam de rest van de dag in beslag, zodat de aanval van de divisie op Heuvel 112 werd uitgesteld.
In de veronderstelling dat de Duitse aanvallen op 29 juni zouden worden gevolgd door meer tegenaanvallen de volgende dag, versterkte Dempsey het de Odon bruggenhoofd met een brigade van de 43e divisie. De 159e Infanterie Brigade van de 11e Pantserdivisie werd onder het commando van de 15e (Schotse) Infanteriedivisie geplaatst, en de tegemoet tredend aan O'Connors wensen voor extra infanterie voegde Dempsey de pas aangekomen 53e (Welsh) Infanteriedivisie toe aan het 8e Legerkorps. Om het bezit van de Heuvel 112 te behouden erkende Dempsey dat hij ook Évrecy en Heuvel 113 zou moeten behouden, echter beschikte hij daarvoor op dat moment niet over voldoende middelen. Hij beval de 29e Pantserbrigade om de heuvel te verlaten. Ervan overtuigd dat de meest belangrijke positie die behouden diende te worden gelegen was tussen Rauray en de Odon, trok Dempsey na het donker de 29e Pantserbrigade ten noorden van de rivier terug om zo in een positie te komen om het verwachte Duitse offensief op te vangen.

### 30 juni

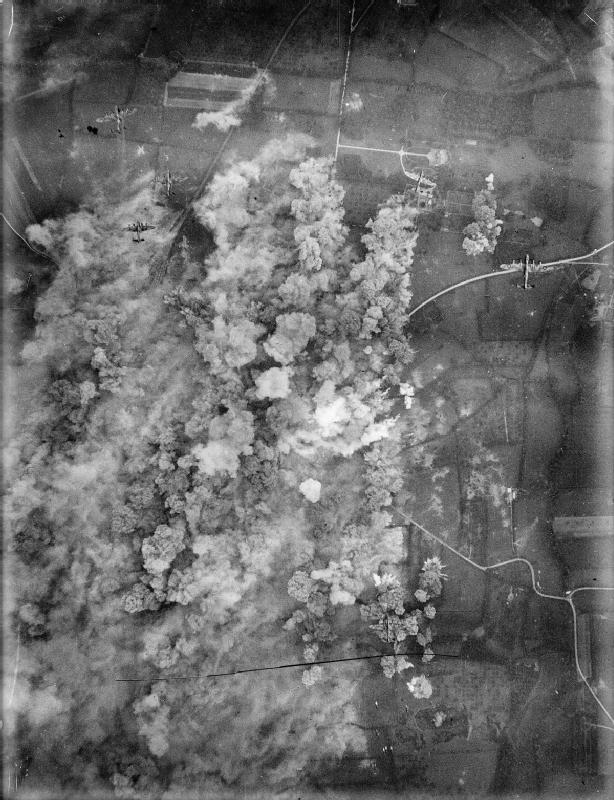
Villers-Bocage, gefotografeerd gedurende het bombardement op 30 juni 1944.

Willi Bittrich was verontrust door het falen van het 2. SS-Panzer-Division Das Reich om de Britse saillant te reduceren. Hij gaf opdracht het offensief te hervatten in de nacht van 29 op 30 juni, in de hoop geallieerde luchtsteun te vermijden. Het 19e en 20e regiment van de 9. SS-Panzer-Division Hohenstaufen richtten in het donker hun hernieuwde aanvallen op Grainville-sur-Odon en Le Valtru, maar boekten weinig vooruitgang door de tegenstand van de tanks van de 11e Armoured Division – nu in de positie ten noorden van de Odon – en zware artilleriebombardementen.
Om 1:20 begon de 10. SS-Panzer-Division Frundsberg te bewegen in de richting van Heuvel 112 en bij het ochtendgloren, gedekt met zwaar artillerievuur, overvielen ze de verlaten Britse posities. Zich er niet van bewust dat de Britten zich hadden teruggetrokken, schoven de pantsergrenadiers en tanks van de 10. SS-Panzer-Division Frundsberg de heuvel van het zuiden en zuidwesten op en viel infanterie van de 12. SS-Panzer-Division Hitlerjugend vanuit het oosten en zuidoosten aan. Zonder enige tegenstand hadden de Duitsers zich tegen de middag verschanst op de heuvel. Een Britse tegenaanval en artillerievuur brak een vervolg van de aanval richting Baron-sur-Odon.
Bittrich blies verdere offensieve actie tegen het 8e Legerkorps af vanwege de beperkte bereikte resultaten. ’s Avonds bracht Hausser, commandant van het 7e Leger, Rommels hoofdkantoor ervan op de hoogte dat zijn tegenaanvallen waren opgeschort en dat dit te wijten was aan "hardnekkige vijandelijke weerstand" en intensief geallieerd vuur van artillerie en marine. Zich niet bewust van dit feit en in de veronderstelling dat er meer Duitse aanvallen zouden volgen, staakte Dempsey Operatie Epsom.
Het front werd vastgezet, hoewel beide zijden de rest van de dag zware beschietingen op elkaar uitvoerden. Het slagschip HMS Rodney droeg bij aan de beschietingen door het bombarderen van dorpen die ervan werden verdacht Duitse hoofdkwartieren te bevatten; later werd ontdekt dat in een van deze dorpen het hoofdkwartier van het SS Pantserkorps was ondergebracht. Omdat er voorlopig geen Brits offensief zou volgen werden in de middag de bruggen bij Gavrus opgegeven en werden hun Schotse verdedigers teruggetrokken over de Odon. Om 20:30 werd Villers-Bocage, een vitaal verkeerscentrum voor de Duitse troepen, vernietigd door 256 zware bommenwerpers van de RAF. Gehoopt werd dat Duitse troepen zou worden vernietigd door de bombardementen, maar alleen Franse burgers waren aanwezig.

## Nasleep

### 1 juli
Het 2. SS Pantserkorps hervatte haar tegenoffensief op 1 juli, na hergroepering gedurende de voorgaande 24 uur. Zich niet bewust van het feit dat de Britten hun operaties hadden opgeschort en met door bewolkt weer bemoeilijkte geallieerde luchtsteun, geloofde Bittrich dat hij de kans maakte om te voorkomen dat de 11e Pantserdivisie verder oprukte over de Orne.
Voor dag en dauw rukte de 10. SS-Panzer-Division Frundsberg op, ondersteund door zwaar mortier- en artillerievuur. De Duitsers namen het dorp van Baron-sur-Odon spoedig in, maar door een tegenaanval door de 31e Tankbrigade ging het dorp weer verloren. Zware beschietingen braken andere aanvallen van de 10. SS-Panzer-Division Frundsberg op heuvel 112 af; Britse patrouilles vonden later (naar schatting) 300-400 dode pantsergrenadiers op de noordelijke helling van de heuvel.
De 9. SS-Panzer-Division Hohenstaufen probeerde gedurende de dag de Britse aanvoerlijnen tussen Rauray en de Odon te forceren. Aangevuld met pantsergrenadiers van de 2. SS-Panzer-Division Das Reich en na een eerste bombardement, rukten tanks en infanterie van het 9. SS-Panzer-Division Hohenstaufen op achter een rookgordijn en braken door de buitenste ring van de Britse verdediging.
De Duitsers werden tegengehouden door secundaire posities vlak voor Rauray en op hoger gelegen grond ten zuidoosten hiervan, alhoewel Duitse elementen doordrongen tot Le Haut du Bosq. Verdere Duitse aanvallen gedurende de dag werden beantwoord met intensief artillerievuur, deze boekten geen verdere vooruitgang, en in de vroege avond werd de oorspronkelijke frontlinie hersteld door een Britse tegenaanval met behulp van Sherman en Churchill Crocodile tanks met vlammenwerpers.
Aan beide zijden vielen vele slachtoffers. Dertig Duitse tanks werden vernietigd, de meeste door de 49e (West Riding) Infanteriedivisie; Elementen van de 12. SS-Panzer-Division Hitlerjugend werden teruggeslagen tijdens de ochtend, en artillerievuur zette aanvallen van andere formaties stop.